# Concattedrale di San Paolo
La basilica concattedrale di San Paolo apostolo è il duomo di Alatri. È stata la cattedrale della diocesi di Alatri fino al 30 settembre 1986, quando è divenuta concattedrale della diocesi di Anagni-Alatri.

## Storia

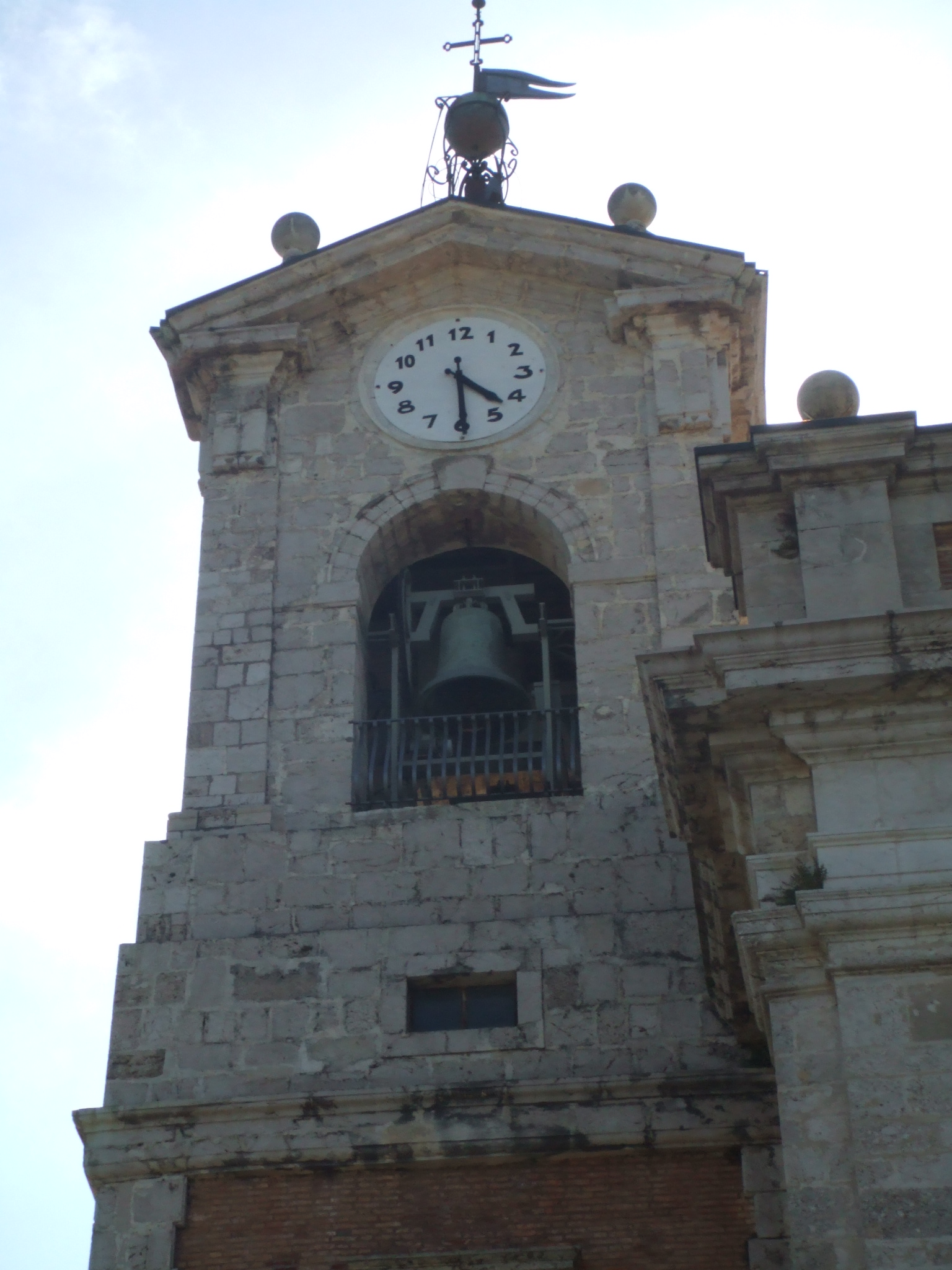
Particolare del campanile.

La cattedrale è eretta al centro della spianata dell'acropoli di Alatri sui resti di un antico ierone (altare ernico) e di un tempio dedicato a Saturno. Notizie di un'antica cattedrale risalgono a prima del Mille: infatti dai documenti d'archivio si è a conoscenza di un capitolo della cattedrale nel 930. Sotto il pontificato di papa Innocenzo II (1130-1143) furono traslate ad Alatri le reliquie del martire papa Sisto I, ed in questa occasione l'antica cattedrale fu rinnovata; l'altare maggiore fu completato nel 1156. Ulteriori arricchimenti si operarono nel XIII secolo, quando furono aggiunti il pluteo e l'ambone, opera dei Cosmati, per la visita in città di papa Onorio III: di questi elementi architettonici oggi si conservano nella chiesa preziosi resti.

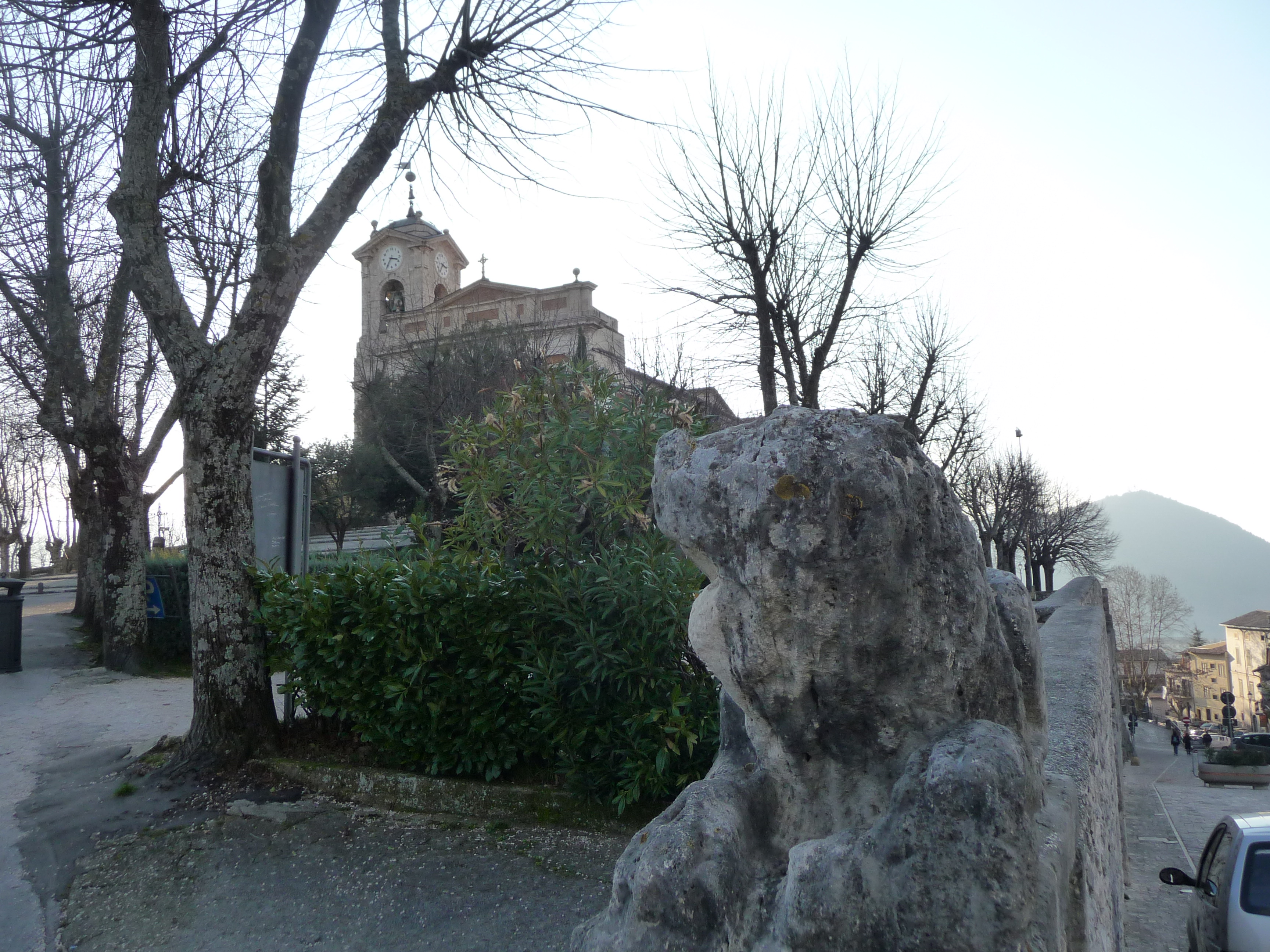
La cattedrale vista dall'ingresso dell'acropoli

Nel corso del Cinquecento furono affrescate le pareti con episodi della traslazione delle reliquie di san Sisto: queste pitture sono oggi scomparse per i lavori di ammodernamento operati nel Seicento e Settecento, che trasformarono la chiesa nel modo che oggi possiamo ammirare. L'attuale facciata ed il campanile furono aggiunti da Jacopo Subleyras tra il 1790 e il 1808, e nel 1884 furono aggiunti l'attico ed il timpano. Infine nel 1932 venne costruita la cappella di san Sisto, per accogliere le reliquie del santo in occasione dell'VIII centenario della loro traslazione Alatri.
La cattedrale fu dichiarata basilica minore forse già da papa Pio IX nella sua prima visita in città nel 1850. Tale dignità altrove si afferma sancita ufficialmente da papa Pio XII con decreto del 10 settembre 1950.

## Descrizione

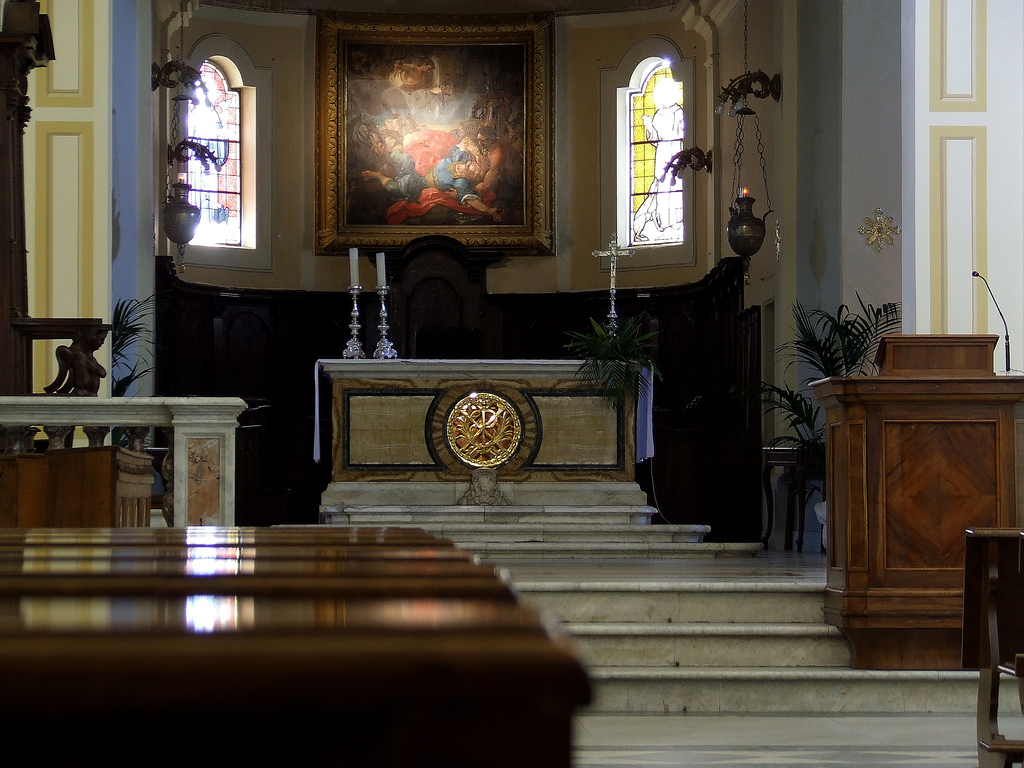
Particolare dell'interno della basilica.

La facciata, in pietra e laterizio, è opera di fine Settecento. L'interno è a croce latina a tre navate suddivisa da pilastri, con transetto sopraelevato.
Oltre alle reliquie di papa Sisto, nella cattedrale sono custodite in fondo alla navata destra anche le reliquie del martire romano Alessandro, proveniente dalle catacombe di San Callisto, traslate ad Alatri nel 1640. Tra le opere d'arte custodite in chiesa, si devono annoverare: una copia della Crocifissione di Guido Reni; il volto di san Sisto in argento sbalzato e cesellato (1584); la Madonna del suffragio, gruppo ligneo eseguito nel 1639; e, nella sagrestia, la Pietà del pittore seicentesco Girolamo Troppa, di cui solo recentemente si è accertata l'attribuzione.
Nella cattedrale si conserva la reliquia del miracolo eucaristico avvenuto ad Alatri nel 1228.
Una cappella della basilica ospita le spoglie della beata Maria Raffaella Cimatti: vi sono state trasferite il 27 marzo 2010 dalla chiesa di San Benedetto.

La cattedrale in una cartolina del primo Novecento